# Inermocoelotes jurinitschi
Inermocoelotes jurinitschi es una especie de araña araneomorfa del género Inermocoelotes, familia Agelenidae. Fue descrita científicamente por Drensky en 1915.
Se distribuye por Bulgaria. El cuerpo del macho mide aproximadamente 8,35 milímetros de longitud y el de la hembra 9,5 milímetros.